# Norreborg

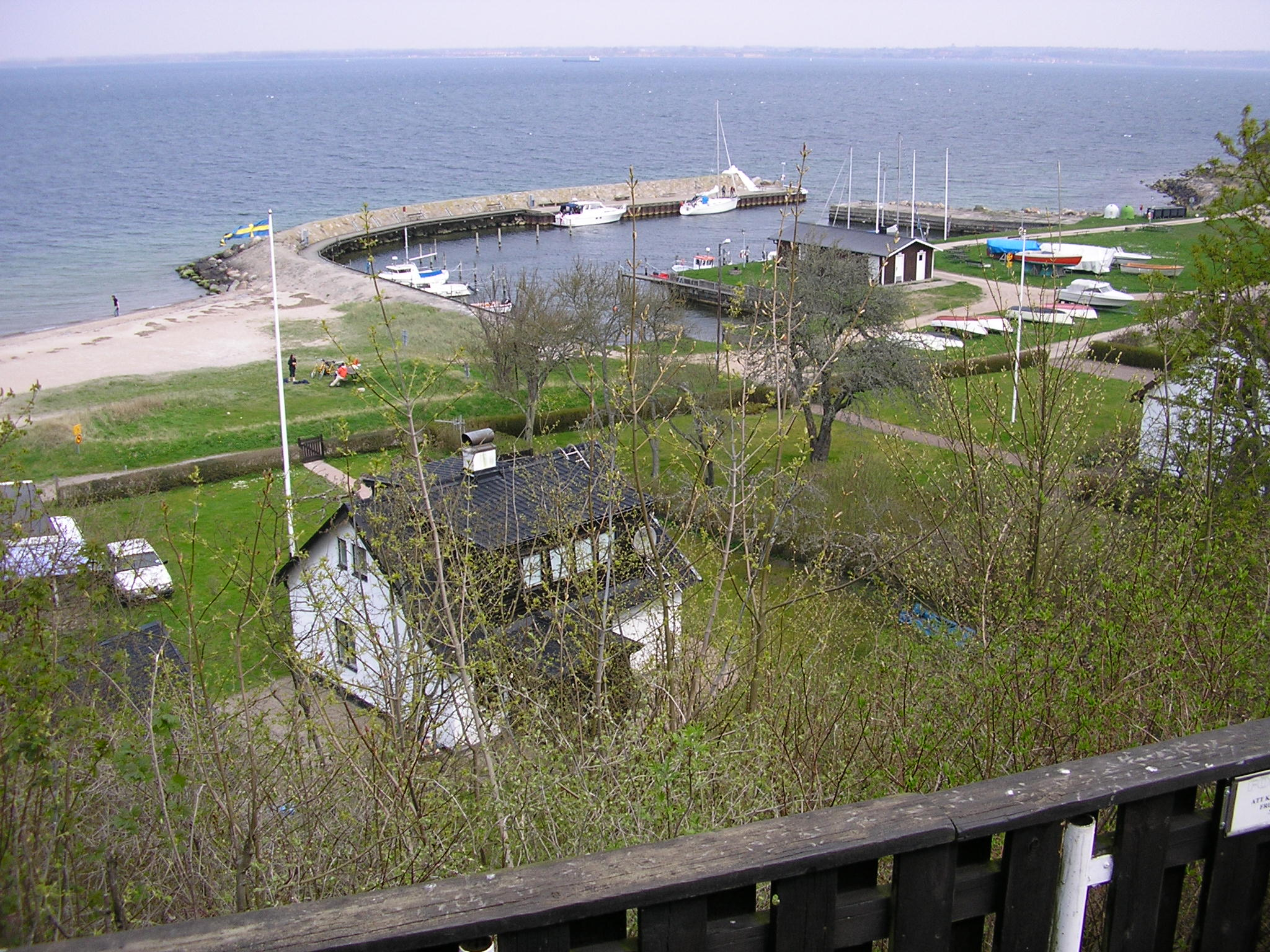
Norreborgs hamn sett från Semesterhemmets utkiksplats

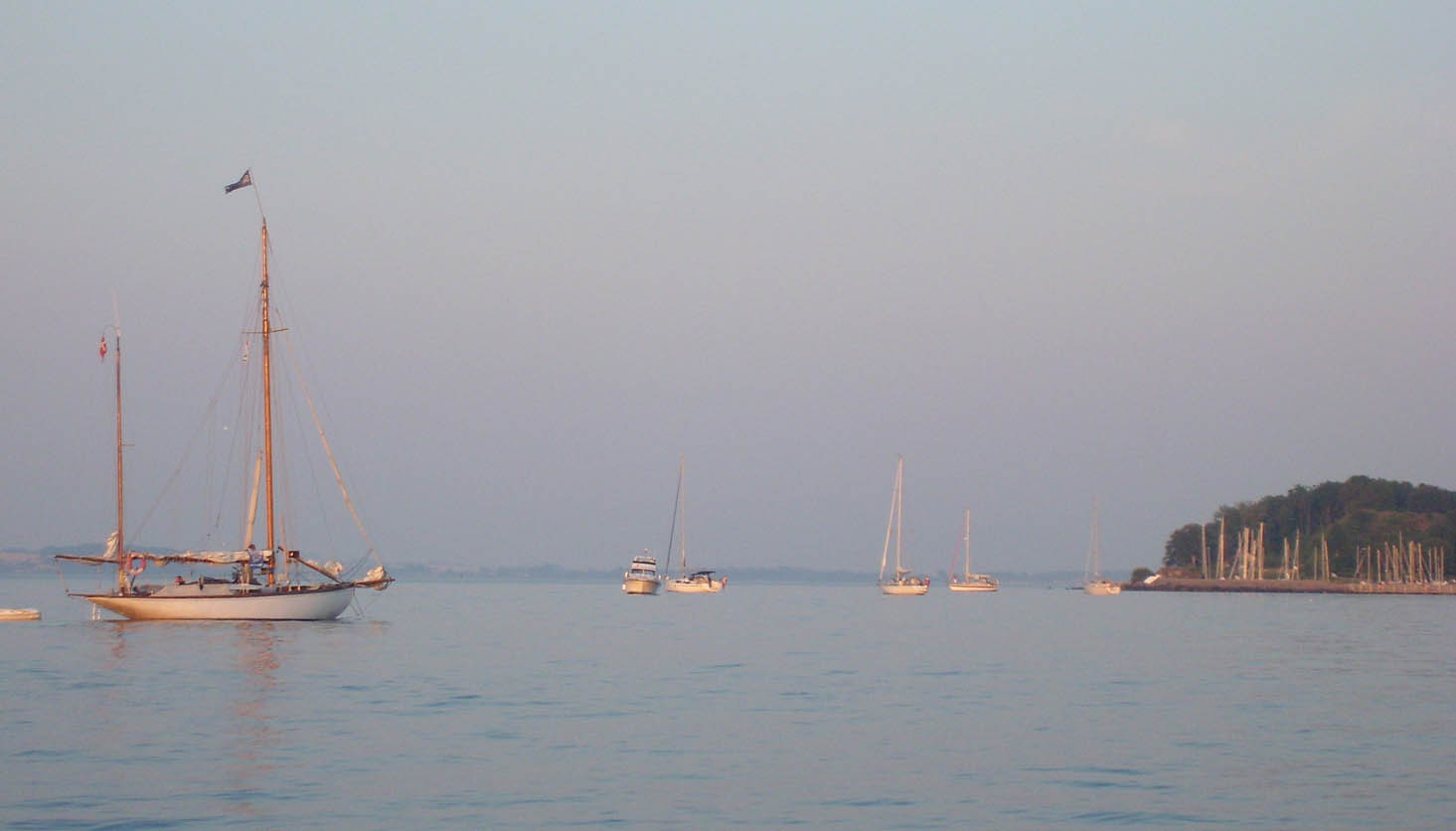
Ankrade båtar i Öresund utanför Norreborgs hamn

Norreborg är ett fritidshusområde på Ven och den minsta av öns tre hamnar, de andra större hamnarna är Bäckviken och Kyrkbacken.
Namnet kommer från att en av totalt fyra borgar ska ha funnits på denna nordliga del av ön och historiska kartor anger läget för befästningar under 1300- och 1400-talet.
Hamnen byggdes mellan 1880 och 1884 för att i huvudsak vara utskeppningsplats för den omfattande tegelbruksverksamhet som fanns i området och i intilliggande Husvik vid denna tid. Vens tegebruksperiod inleddes på 1850-talet och växte till att vara Skånes största tegelbruk kring år 1900. Då var platsen starkt industrialliserad med ringugn, torklador, lergravar och endast två bostadshus. Det mesta av teglet som producerades användes i utbyggnaden av de då starkt växande Brokvartererne-stadsdelarna i Köpenhamn såsom Nørrebro och Vesterbro. Under 1900-talets första decennier avtog tegelproduktionen för att till sist upphöra helt 1948 på grund av ökad konkurrens och dyra fraktkostnader.
Under senare delen av 1900-talet blev området mera avsatt för fritidsändamål och är listat som fritidshusområde av Statistiska Centralbyrån 2010. Då fanns 50 fritidshus och 14 övriga hus, totalt 64 på en areal av 12 hektar. Någon permanent färjeförbindelse har aldrig funnits till Norreborg förutom under vissa perioder, till exempel under 1950-talet då båten M/S Elin körde ett par turer om dagen från Råå sommartid.
Idag är hamnen privat och drivs sedan 1987 av den ekonomiska föreningen Norreborgs Föreningshamn och är under sommaren ett populärt resmål för fritidsbåtar från närliggande länder.

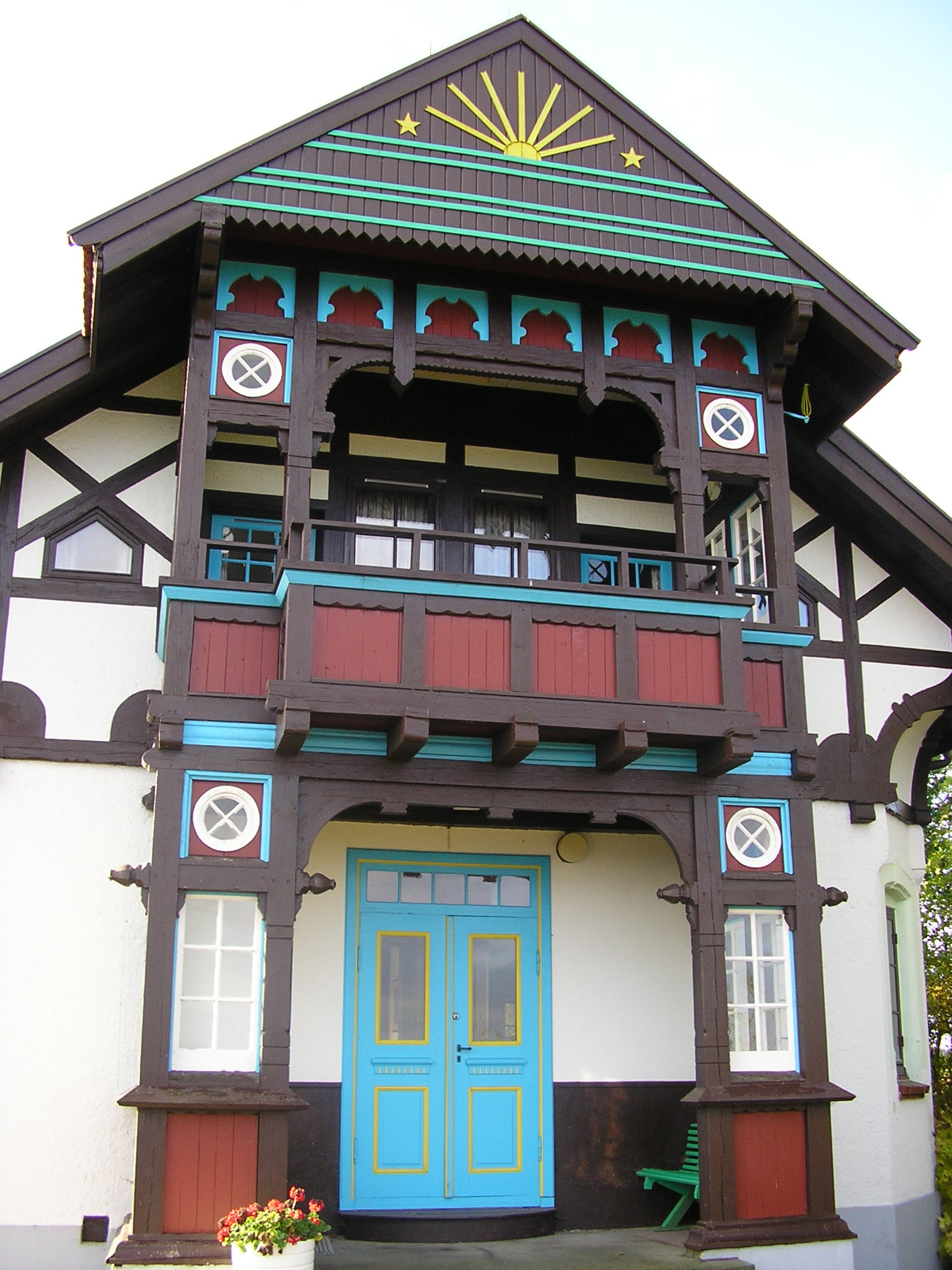
Villa Norreborg, mera känt som Semesterhemmet

## Byggnader
Tegelbrukets gamla direktörsbostad Villa Norreborg ligger högst i Norreborg och överblickar hamnen från backen. Huset med sitt något ovanliga utseende i nationalromantisk schweizerstil stod klart 1898. Samtidigt anlades en mindre park nordväst om fastigheten, vid denna tid fanns inte någon större växtlighet där. I samband med att tegelbruket lades ner så såldes fastigheten till Landskrona stad 1948. Huset blev därefter sommarpensionat för kommunalarbetare och runt 1970 började lokalerna användas till övernattningar för skolklasser på utflykt från fastlandet. Husets matsal är rikt utsmyckad med träsniderier och hyrdes ofta ut för fester och bemärkelsedagar.
Byggnaden är mest känd som Semesterhemmet och drevs fram till 2006 av Landskrona kommunalarbetares semesterhemsförening.  Föreningen hade då arrenderat huset av kommunen sedan 1949 och tidigare hade nedläggningshot funnits 1993 och 2004 men denna gång förbjöd räddningstjänsten att använda lokalerna för övernattning på grund av allvarliga brister i brandsäkerheten, vilket skulle vara för kostsamt att åtgärda, så föreningen upplöstes 2007. Till sist sålde kommunen huset och sedan 2009 är fastigheten privatägd och numera hyrs ett mindre annex till huvudbyggnaden ut till sommargäster.
Ett stenkast bort bakom Semesterhemmet ligger Backafallsbyn.